# Eumedonus intermedius
Eumedonus intermedius is een krabbensoort uit de familie van de Pilumnidae. De wetenschappelijke naam van de soort is voor het eerst geldig gepubliceerd in 2000 door D. G. B. Chia & Ng.